# Бустаман, Ахмад
Ахмад Бустаман (малайск. Ahmad Boestaman; 30 ноября 1920, Сетапак, Селангор — 19 января 1983, Куала-Лумпур. Настоящее имя — Абдулла Сани бен Раджа Кечил (малайск. Abdullah Sani bin Raja Kechil)) — малайзийский политик, публицист, писатель; основатель ряда левых политических организаций (Народная партия, Мархаэнистская партия, Партия социальной справедливости). Другие псевдонимы Ruhi Hayat и Jiwalara.

## Краткая биография
Детство прошло в деревне Бехранг Улу (Танджунг Малим, Перак). Окончил в 1933 г. малайскую начальную школу и в 1938 г. среднюю школу Андерсона в Ипо. Начал свою карьеру как журналист: газеты Saudara (Брат) в Пинанге, Warta Kinta (Новости долины Кинта) в Ипо, Majlis (Совет) в Куала-Лумпуре, Utusan Melayu (Малайский посланник) и Warta Malaya (Новости Малайи) в Сингапуре. За время работы в различных изданиях свёл знакомство с известными журналистами, среди которых Абдул Рахим Каджаи, Ибрагим Хаджи Якуб, Исхак Хаджи Мухаммад. В 1945 в г. Ипо основал газету Suara Rakyat (Голос народа).

## Политическая деятельность
С самого начала зарекомендовал себя как ярый националист и социалист, выступавший против британского колониального господства. В 1939 г. примкнул к националистической организации Союз молодых малайцев (KMM), который выступал за насильственное свержение британского господства («свобода через кровопролитную борьбу»). В 1941—1942 гг. вместе со 150 активистами KММ был брошен колонизаторами в тюрьму.
Выйдя из заключения, создал организацию «Левое движение отечества» (KITA), которое сотрудничало с Компартией Малайи и британской армией в борьбе против японских оккупантов. В 1945 г. выступил инициатором создания Национальной малайской партии Малайи (PKMM), провозгласившей своей целью создание «Великой Малайи» (в составе Малайи и Индонезии) и сформировавшей в 1947 г. Центр народного действия и организацию «Поколение пробуждающейся молодёжи» (API). Все эти организации были членами Всемалайского совета объединённых действий (AMCJA), деятельность которого направлялась коммунистами. В 1948 г. вслед за запретом Компартии Малайи и всех левых националистических организаций Бустаман и другие радикальные националисты были вновь брошены в тюрьму.
Освободившись из заключения в 1955 г., Бустаман основал Народную партию Малайи, известную в настоящее время как Народная партия Малайзии, идеологией которой стал мархаэнизм Сукарно и которая с 1958 г. входила вместе с Рабочей партией Малайи в объединение Социалистический фронт. В 1959—1963 был членом парламента. В 1963—1967 гг. находился в заключении по обвинению в сотрудничестве с Индонезией против создания Малайзии.
В 1968 г. совместно с Исхаком Хаджи Мухаммадом основал Мархаэнистскую партию Малайзии. В 1976 стал президентом Партии социальной справедливости. Обе партии формировались по принципу личной преданности руководителю и не могли быть массовыми. После 1978 г. отошел от активной политики, занявшись журналистикой.

## Бустаман как литератор
Бустаман известен и как видный литератор, писавший пьесы, рассказы, эссе, стихи, повести и опубликовавший 33 книги, включая сборник стихов «Песни и ад» (1967). Перевёл на малайский язык книгу Анвара Садата «Восстание в долине Нила» (1976) и монографию американского историка Уильяма Р. Роффа «Истоки малайского национализма» (2003).

## Впечатление
«Кровь литератора сделала Бустамана чувствительным к страданиям народа и не позволяла ему склонить голову и отступить в борьбе за лучшее будущее нации и страны». — — Крис Мас

## Награды
- Орден «Комодор Саравака» и звание «Датук» (1976).

## Семья
Отец Раджа Кечил (крестьянин) и мать Расия, старшие сёстры Расунин и Рамла. Вторая жена Шамсия Факех (Shamsiah Fakeh). Сын Рустам А. Сани (Rustam A. Sani) (1945—2008), дочь Норлия (Norliah).

## Память
- Имя Бустамана носит школа в Сетияване (Перак).

## Основные труды
- Testament Politik API (Политическое завещание «Поколения пробуждающейся молодёжи»), 1946.
- Pacar merah Malaya (Красная возлюбленная Малайи). Singapura: Halmy, 1948.
- Hilang Gelap Timbul Terang (Да скроется мрак и появится свет; повесть). Singapura: Geliga, 1956.
- Hayati (Хаяти; повесть), 1958.
- Kisah Semalam (Вчерашняя история; повесть, 1958.
- Kabus pagi (Утренний туман; повесть). Singapura: Geliga, 1958.
- Lorong Seribu Liku (Многотрудная дорога; повесть), 1964.
- Merangkaklah Senja Menutup Pandangan (Вечерний закат, закрывающий вид; повесть), 1964.
- Putus Sudah Kasih Sayang (Кончилась любовь; повесть), 1966.
- Garis Hitam membelah Langit (Чёрная полоса прорезала небо; повесть), 1966.
- Kembang Layu Di Tapak Tangan (Завядший цветок на ладони; повесть), 1966.
- Api Dan Air Mata (Огонь и слёзы; повесть), 1967.
- Api Itu Masih Membara (Огонь ещё тлеет; повесть), 1967.
- Konfrontasi (Конфронтация; повесть), 1967.
- Sorong Makan Tarik Balik (Даёт и отбирает еду; повесть), 1967.
- Ali Sastro (Али Састро; повесть), 1968.
- Budi Baik Dikenang Orang (Доброту помнят люди; повесть), 1968.
- Malam Tiada Berbintang (Беззвёздная ночь; повесть), 1968
- Rumah Kaca Di Gegar Gempa (Стеклянный дом дрожжит от землетрясения; повесть), 1969.
- Merintis Jalan Ke Puncak (Прокладывая дорогу к вершине). Kuala Lumpur: Pustaka Kejora, 1971.
- Dr. Burhanuddin Putera Setia Malaya (Доктор Бархануддин — верный сын Малайи). Kuala Lumpur: Pustaka Kejora, 1972.
- Tujuh Tahun Malam Memanjang (Ночь длилась семь лет). Kuala Lumpur: Amir Enterprise, 1976.
- Memoir Seorang Penulis. KL: DBP, 1979.
- Datuk Onn Yang Saya Kenal (Датук Онн, каким я его знал), 1979.
- Sorotan Sekilas (Заметки между прочим), 1981.
- Lambaian Dari Puncak (Приветствие с вершины), 1983.
- The Malay Dilemma. Penerbitan Pustaka Antara, 1981.
- Memoir Ahmad Boestaman: Merdeka dengan Darah dalam Api (Мемуары Ахмада Бустамана: Свобода через кровопролитную борьбу в огне), 2004.